# يانيرا
بلدية يانيرا (بالإسبانية: Llanera) هي بلدية تقع في منطقة أستورياس شمال غرب إسبانيا.

## الديموغرافيا
بلغ عدد سكان بلدية يانيرا 14.036 نسمة عام 2011 (وفقاً للمعهد الوطني للإحصاء الإسباني).
| 11.407 | 11.798 | 12.279 | 13.283 | 13.382 | 13.776 | 14.036 |

## توأمة
ليانيرا اتفاقيات توأمة مع:
- مجيك